# Усмено наслеђе Геледе
Геледе спектакл Јоруба народа је јавни наступ са шареним маскама који комбинује уметност и ритуални плес ради забаве, образовања и инспирисања обожавања. Геледе слави „Мајке“ (awon iya wa), групу која укључује женске претке и божанства, као и старије жене из заједнице, и моћ и духовни капацитет које ове жене имају у друштву. Фокусира се не само на плодност и мајчинство, већ и на исправно друштвено понашање у друштву Јоруба.
Геледе изводи заједница Јоруба-Наго која се простире у Бенину, Нигерији и Тогоу. Више од једног века ова церемонија се одржава како би се одала почаст исконској мајци и улози коју жене имају у процесу друштвеног уређења и развоја друштва Јоруба. Геледе је уврштен у Листу нематеријалне културне баштине УНЕСКО-а 2008. године.

## Геледе у контексту веровања Јорубе
Друштвена агенда Геледе почива на максими Eso l'aye (Свет је крхак). Другим речима, живот је деликатан и треба га живети опрезно и са нагласком на дипломатији, обзирности, поштовању и хармонији.

## Порекло Геледеа
Постоје два главна мишљења о пореклу Геледеа, историјско и митолошко. Историјско порекло се везује за три могућа места, Стари Ојо, Кету и Илоби. Кету, једна од најстаријих и најсложенијих представа Геледеа, има причу о краљу на самрти и његова два сина близанца који се боре за престо. Један брат, након што је сазнао да неће освојити трон, смислио је план да убије свог брата близанца. Када је овај пак сазнао за план, смислио је контра план који је укључивао креирање маске и импровизоване особе као обмане. Митолошко порекло је директно повезано са Iya Nla, или Великом Мајком, и њеном везом са мајчинством и близанцима.
Већина Јоруба митова о пореклу може се наћи у причама о прорицању познатим као Оду Ифа, којих постоји око 256, од којих свака садржи одређен број песама које се зову есе Ифа. Једна есе Ифа објашњава да порекло Геледе почиње са Јемајом, "Мајком свих ориса и свих живих бића." Јемаја није могла да има деце и консултовала се са пророком, који ју је саветовао да принесе жртву и да плеше са дрвеним сликама на глави и металним оковима на ногама. Након извођења овог ритуала, затруднела је. Њено прво дете био је дечак, са надимком "Ефе" (хумориста); Ефе маска наглашава песму и шалу због личности свог имењака. Јемајино друго дете била је девојчица, која је добила надимак „Геледе“ јер је била гојазна као и њена мајка. Такође, као и њена мајка, Геледе је волела плес.
Након што су се и сами венчали, ни Геледе ни Ефеова партнерка нису могли да имају децу. Тек што су Ефе и Геледе извели ритуале - плес са дрвеним сликама на главама и металним оковима на ногама - почели су да рађају децу. Ови ритуали су се развили у плес под маскама Геледе и овековечили су га потомци Ефеа и Геледе.
Ова прича је једна од многих прича које објашњавају порекло Геледеа. Друга теорија каже да би почетак Геледеа могао бити повезан са променом матријархалног у патријархално друштво.

## Друштво Геледе
Геледе фестивал промовише друштвени склад, због чега су и мушкарци и жене укључени у друштво. Са својом везом са Великом Мајком, Геледе друштво има велики број женских чланица. Ово је делимично због његове повезаности са мајчинством и мајкама, али и због уверења да учешће у овом друштву помаже у плодности жена. Учешће мушкараца у маскирним представама је слично повезано, јер такође може повећати плодност. 
Да би могли да изводе различите догађаје у оквиру фестивала Геледе, друштво Геледе именује званичнике, групе и професионалце да надгледају различите аспекте унутар друштва. Иако се титуле ових различитих група и људи разликују од заједнице до заједнице, следеће су најчешће:
Ијаласе, главна свештеница, што значи „мајка светиње“ је глава овог друштва Геледе. Она је главна особа за комуникацију између Велике мајке, заједнице и Геледе друштва. Задужена је и за светилиште Геледе, Асе, где је једино њој дозвољено да уђе.
Бабаласе, главни свештеник, што значи „отац светиње“ је мушки еквивалент Ијаласе. Његова главна функција у друштву Геледе је организација догађаја за фестивал Геледе. Он је и званични чувар геледских капа и ношњи. 
Аборе, или мушки свештеник, је старији мушки службеник који помаже људима за њихове ритуале. У неким заједницама ова позиција је наследна и захтева огромну количину знања о ритуалима и обожавању у друштву Јоруба.
Елефе, или Хуморист, је човек који носи маску Ефеа за фестивал Геледе. Његов посао је да се моли за добробит заједнице, а истовремено је и глас заједнице. Обично га игра мушкарац средњих година или старији, од суштинског је значаја да је добро упућен у усмену књижевност заједнице.
Аруги, или маскер, значи "носач дрвета". Овај човек не само да мора да буде добар играч, већ и да познаје народне пословице и локални језик да би се оријентисао и разумео језик бубњева. Учење овог језика обично почиње у раном детињству када деца почну да уче разне плесове. Ако се чини да имају вештину, та деца бивају обучена и дозвољено им је да носе маске током годишњег фестивала Геледе.
Онилу, или бубњари, у случају Геледеа су стручњаци за музику Геледеа. Хор се састоји од мушкараца и жена који носе сличну или исту одећу како би се приказао изглед групе.

## Геледе спектакл
Иако се церемонија Геледе може извести у било које доба године (да би се побољшала судбина појединца, да би се друштво очистило од куге, да би се изазвала киша, да би се обогатила људска плодност, да би се придобила подршка натприродних сила и „моћних мајки „у ратно време, и у част мртвима), уобичајени наступ је током годишњег фестивала. Спонзорство игра велику улогу у величини и разради ових представа. Што је наступ већи, већа је вероватноћа да ће га спонзорисати заједница уместо појединца или породице. Годишњи фестивал Геледе обично спонзорише заједница, тако да има тенденцију да буде велики.
Када се одреде тачни датуми фестивала Ијаласе обавештава врховног поглавара заједнице и важне подређене шефове. Затим се шаљу поруке свим члановима друштва Геледе изван града да се врате кући на прославу.
Фестивал почиње целовечерњим концертом под називом ефе, на којем се појављује мушка маска Ефе, који користи сатиру за забаву и образовање. 
Након ефе плеса, већина присутних проведе јутро спавајући припремајући се за поподневни плес, који се одржава на тргу и укључује парове мушких плесача који наступају уз брзу музику снажног ритма. Пошто морају да буду обучени од раног детињства, маскери морају бити у стању да упореде звук својих окова са звуком бубњева.
Церемонија Геледе укључује пажљиво кореографисан плес, певање и музику, а посебно бубњање. Наступе изводе мушкарци, носећи маске на којима се налазе извајане слике, укључујући животиње и људе и бубњеве. Пар мушкараца маскира се у жене како би забавио, угодио и умирио мајке које се сматрају веома моћним и које могу користити своје моћи у добре или деструктивне сврхе. Ове моћи су посебно везане за рађање.

## Геледе костим и покривало за главу
Геледе маске се носе уз костим који се састоји од слојева сложене, шарене тканине.
Геледе "маска" је тачније покривало за главу, јер се наслања на врх главе, а лице носиоца је прекривено платненим велом. Покривало има облик људске главе, на врху које су мотиви који су намењени забави посматрача, али, поред тога, обично се односе на друштвене бриге које могу бити изражене и у песмама које су део наступа. Покривала су обично јарко обојена.
Појединци или породице теже да своје украсе за главу учине што привлачнијим и духовитим. Бескрајна разноликост мотива и њихових комбинација отежава покушај конструисања типологије геледе покривала за главу.
Већина покривала за главу има украсе на лицу, у распону од ознака рода до украсних тетоважа, које су или урезане или обојене.
Костими представе Геледе директно се односе на везу жене и материнства. Састоји се од појаса за бебе, груди, задњице, металних ланаца, обојених панела, метлице за реп и лепезе, а имају различите конотације. На пример, појас за бебу представља мајку која доји, а истовремено је и подршка у самом костиму. Дневне представе фестивала Геледе су разрађеније и живописније у односу на ноћне, са изузетком Ефе костима. То је зато што се током ноћних представа костиме теже виде.